# Società Sportiva Catania 1929-1930
Questa voce raccoglie le informazioni riguardanti la Società Sportiva Catania nelle competizioni ufficiali della stagione 1929-1930.

## Stagione
Il 14 settembre 1929 è l'inizio di una storia rossazzurra, il Catania viene inserito nel girone A del campionato di Seconda Divisione Sud, con squadre campane, calabresi ed il Peloro Messina. La squadra etnea chiude la stagione d'esordio al nono e penultimo posto della classifica con 10 punti. La stagione 1929-1930 è quella della svolta del calcio italiano, nascono la "Serie A" e la "Serie B". Anche il Catania inizia l'avventura nel calcio che conta e conclude la stagione al nono posto, davanti alla Puteolana che retrocede. 
Con la maglia "rosso lava dell'Etna e azzurro cielo", il Catania nella sua prima stagione ufficiale disputa le partite interne sul Campo del Dopolavoro Ferroviario. La prima volta è sempre particolare, c'è entusiasmo, finalmente una città di 250.000 abitanti si mette al passo col resto d'Italia, dove da decenni il calcio ha sfondato. Ma ci sono anche molti rovesci, la prima stagione si chiude con 4 vittorie, 2 pareggi e ben 12 sconfitte.
In vetta Paganese e Reggina conquistano l'accesso al girone finale per la promozione, e proprio i calabresi riusciranno a salire, vincendo il titolo di campioni della Seconda Divisione Sud. La stagione fa accumulare esperienza ai dirigenti etnei, che si confrontano per la prima volta con i campionati ufficiali della Federazione, dopo le fugaci apparizioni dei primi anni venti.

## Rosa
| N. |                   | Ruolo | Calciatore         |
| -- | ----------------- | ----- | ------------------ |
|    | Italia (bandiera) | A     | Piero Blengino     |
|    | Italia (bandiera) | P     | Mario Canarelli    |
|    | Italia (bandiera) | D     | Cifarelli          |
|    | Italia (bandiera) | D     | Andrea D'Amelio    |
|    | Italia (bandiera) | A     | Francesco Di Leo   |
|    | Italia (bandiera) | P     | Calogero Di Maira  |
|    | Italia (bandiera) | C     | Giovanni Di Mino   |
|    | Italia (bandiera) | A     | Antonino Foti      |
|    | Italia (bandiera) | C     | Giovanni Gambadoro |
|    | Italia (bandiera) | D     | Giuseppe Giacobbe  |
|    | Italia (bandiera) | C     | Pietro Leonardi    |

| N. |                   | Ruolo | Calciatore          |
| -- | ----------------- | ----- | ------------------- |
|    | Italia (bandiera) | C     | Antonino Messina    |
|    | Libia (bandiera)  | D     | Doma Mustafà        |
|    | Italia (bandiera) | A     | Manfredi Paolillo   |
|    | Italia (bandiera) | A     | Giovanni Piacentini |
|    | Italia (bandiera) | D     | Angelo Sciuto       |
|    | Italia (bandiera) | C     | Mario Sotti         |
|    | Italia (bandiera) | C     | Piero Spedini       |
|    | Italia (bandiera) | P     | Giuseppe Stella     |
|    | Italia (bandiera) | D     | Sebastiano Strano   |
|    | Italia (bandiera) | C     | Emanuele Verova     |
|    | Italia (bandiera) | C     | Zappalà             |

## Risultati

### Seconda Divisione Sud Girone A

#### Girone di andata
| Arbitro: | Starvaggi (Messina) |

|  |           |                                                         |
|  | Marcatori | 11’, 21’, 62’ Lomello 18’, 77’ Pannuti 38’, 43’ Novaira |

| Arbitro: | Gagliardi (Castellammare di Stabia) |

|          |           |                                                   |
| Foti 26’ | Marcatori | 27’ Politano II 31’, 41’ Politano I 77’ Pellicore |

| Arbitro: | De Sanctis (Roma) |

|           |           |  |
| Manzi 34’ | Marcatori |  |

| Arbitro: | Mastracchio (Napoli) |

|  |           |                                               |
|  | Marcatori | 64’ Mele III 71’ Avella 73’ (aut.) Monterosso |

| Arbitro: | Dattilo (Roma) |

|                                                                   |           |  |
| Guidetti 8’, 66’ Zappaterra 12’ Zanni 19’, 35’, 51’ Brasile I 74’ | Marcatori |  |

| Arbitro: | Bonifazi (Roma) |

|                                             |           |  |
| Palmisano 9’, 20’, 82’ Masina 24’ Boria 44’ | Marcatori |  |

| 15 dicembre 1929 7ª giornata | Puteolana | 0 – 2 A tav. | Catania |  |

| Arbitro: | Barone (Messina) |

|  |           |                                              |
|  | Marcatori | 8’ Parodi 30’ Porzio 59’ Invorio 81’ Zito II |

| Arbitro: | Barone (Messina) |

|                                                          |           |  |
| Marzullo 16’, 37’ Celeste II 48’, 60’, 66’ Pugliatti 68’ | Marcatori |  |

#### Girone di ritorno
| Arbitro: | Gagliardi (Castellammare di Stabia) |

| |           |  |
| Bertini 17’, 54’ Lomello 21’, 31’, 48’, 51’, 78’ Strano 36’ (aut.) Dossena 40’ Traversa 53’ Murulo 75’ | Marcatori |  |

| Arbitro: | Salvatori (Roma) |

|                            |           |  |
| Politano 31’, 42’ Genè 68’ | Marcatori |  |

| Arbitro: | Ferro (Palermo) |

|                         |           |                         |
| Blengino 55’ Verova 78’ | Marcatori | 65’ Coppola 87’ Camozzi |

| Arbitro: | Binetti (Bari) |

|                                             |           |  |
| Audisio 5’ Albera 28’ Ziroli 35’ Avella 70’ | Marcatori |  |

| Arbitro: | Mastracchio (Napoli) |

|                             |           |                               |
| Blengino 53’ Piacentini 60’ | Marcatori | 10’ Brasile II 29’ Zappaterra |

| Arbitro: | Stravaggi (Messina) |

|  |           |           |
|  | Marcatori | 39’ Borla |

| Arbitro: | Barone (Messina) |

|                                                                                  |           |             |
| Verova 10’ (rig.) Caresia 27’, 42’ Piacentini 31’ Blengino 78’, 80’ D'Amelio 85’ | Marcatori | 8’ Melendez |

| 23 febbraio 1930 17ª giornata | Bagnolese | 0 – 2 A Tav. | Catania |  |

| Arbitro: | Siino (Palermo) |

|                                                   |           |             |
| Blengino 21’, 24’, 85’ Piacentini 42’ Caresia 80’ | Marcatori | 18’ Bonanno |